# اتفاقية أوهريد
| النوع : إتفاقية سلام                                                               |
| ---------------------------------------------------------------------------------- |
| تاريخ التوقيع : 13 أغسطس 2001                                                      |
| المكان : أوهريد شمال مقدونيا                                                       |
| الموقعين الأصليين : ما تسمى سابقا جمهورية مقدونيا وممثلون من الألبانيين الأصليين . |

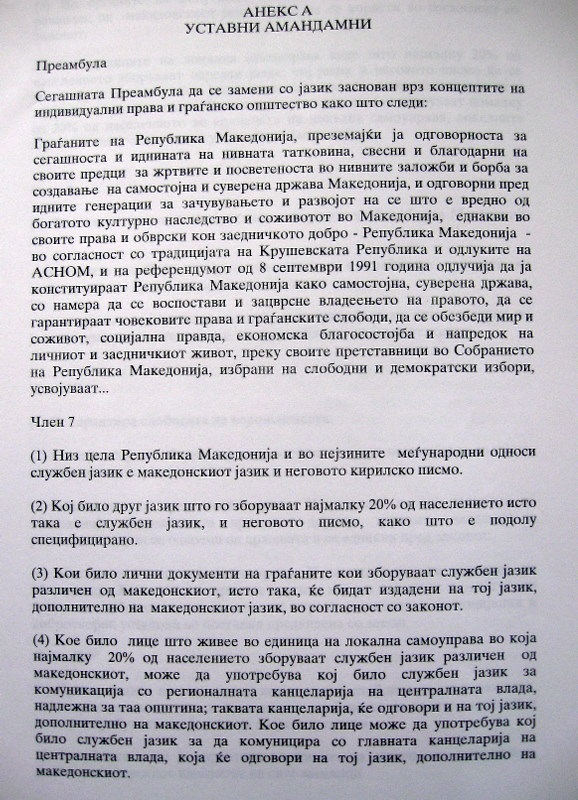

كان إطار عمل اتفاقية أوهريد هو اتفاقية السلام التي وقعتها حكومة مقدونيا الشمالية وممثلون من أصل ألباني في 13 آب/أغسطس 2001، وتم توقيع هذا الاتفاق من قبل الأحزاب السياسية الأربعة في البلاد بعد أن طالب الوسطاء الدوليون بالتزامهم بالتصديق عليه والالتزام به وتنفيذه خلال فترة أربع سنوات.

## أحكام وبنود
أنشأ اتفاق أوهريد إطارًا لجمهورية مقدونيا الشمالية كدولة مدنية؛ وقد أرسى المبادئ الأساسية للدولة مثل وقف الأعمال العدائية، ونزع السلاح الطوعي للجماعات المسلحة الألبانية العرقية، وتفويض السلطات الحكومية، وإصلاح الحقوق السياسية والثقافية للأقليات.
وقد أنهت الاتفاقية النزاع المسلح بين جيش التحرير الوطني وقوات الأمن في شمال مقدونيا، كما تضمنت الاتفاقية أحكاما لتغيير اللغات الرسمية للبلاد؛ حيث أن أي لغة يتحدث بها أكثر من 20% من السكان تصبح رسمية مشتركة مع اللغة المقدونية على مستوى البلديات.
وأقرت الاتفاقية أن اللغة الألبانية فقط -مع وجود ما يقرب من 25% من السكان متحدثين بها- هي مؤهلة حاليًا كلغة رسمية مشتركة وفقًا لهذا المعيار. ووفقاً للوثيقة فإن النسخة باللغة الإنجليزية هي النسخة الوحيدة الأصلية من اتفاقية أوهريد.
وكان على حكومة مقدونيا الشمالية أن تعدل دستور مقدونيا الشمالية بغية تزويد الأقلية الألبانية التي تعيش في شمال مقدونيا بخمسة عشر حق أساسي، وكان المفاوض الرئيسي بالنيابة عن الولايات المتحدة في اتفاق أوهريد هو جيمس و. بارديو، الذي أرسله وزير الخارجية كولن باول.